# Anatella scalaria
Anatella scalaria är en tvåvingeart som beskrevs av Ostroverkhova 1979. Anatella scalaria ingår i släktet Anatella och familjen svampmyggor. Inga underarter finns listade i Catalogue of Life.